# 윤정훈 (목사)

윤정훈 (1974년 ~ )은 대한민국의 목회자이다. 총신대학교 신학과 학사(B.A.), 총신대학교 신학대학원 (M.Div.)을 졸업하였고 총신대학교 목회신학전문대학원 설교학과(Th.M)를 구약학 전공으로 수료하였다. 경기도 남양주 소재 주평강교회, 서울시 역삼동 소재 충현교회, 미국 시카고 소재 갈보리교회, 서울시 둔촌동 소재 오륜교회 등에서 교육전도사, 강도사, 교육목사, 협동목사, 부목사로 사역했다. 2013년 현재 밝은인터넷만들기운동본부 공동대표, 그린콘텐츠무브먼트 대표, idisciple(한국교회인터넷선교전략본부) 대표, 한국시민단체협의회 SNS위원장, 기독교싱크탱크 사무총장, 탈북난민구출네트워크 미디어팀장 등을 맡고 있고 또 소셜미디어커뮤니케이션 CEO를 맡고 있다.
보수적인 트위터 이용자 중 팔로워 수가 많은 편이며, SNS컨설턴트,트위터분석가, 이슈메이킹-솔루션전문가, 국제관계분석가,정치평론가,문화평론가, SNS영재교육, 페이스북마케터, 트위터마스터, 블로그매니저, 소셜허브매니저 양성 등의 일을 했다. 

## 십자군 알바단
십알단은 윤정훈이 운영한 SNS 여론 조작 그룹을 일컫는 별칭이다. 12월 13일 선거관리위원회는 영등포구 여의도동의 한 오피스텔에서 새누리당 관계자로 추정되는 인물들이 PC여러대로 작업하는 장면을 포착했다. 이곳에서는 박근혜 명의의 임명장과 SNS 미디어본부장 명함이 발견됐다. 십알단이라는 이름은 ‘십자군 알바단’의 준말로, 윤정훈측에서 만든 이름이 아니고, 나는 꼼수다가 리트윗을 통한 여론 조작 의혹을 제기하면서 기독교 관련자가 연루된 알바라 하여 ‘십자군 알바단’이라 하고 그 머릿글자인 ‘십알’의 발음이 욕설과 비슷한 데서 착안해 붙인 멸칭이다.
새누리당과 박근혜측, 윤정훈은 서로의 연관성을 부인하였으나, 2012년 12월 17일에, 박근혜가 2012년 9월 17일 30명을 동원하여 3백만명에게 노출시켜 여론 형성을 해간다는 SNS 여론 조작 보고를 받은 사실이 공개되었다. 특히 이 보고회에는 '새마음포럼'을 조직하여 활동을 한다고 하였는데 윤정훈의 사무실에서 압수된 파일철에 새마음포럼이라는 제목이 붙은 파일철이 발견되었다. 한편 나는꼼수다에서는 윤정훈이 '국정원이 지원하고 있다', '공짜로 하는게 아니다'라고 발언한 녹음을 공개했다. 윤정훈은 녹음된 발언이 자신의 목소리라는 것은 시인하며 국정일보, 국정방송의 발행인으로부터 지원을 받았다는 것을 잘못 말한 것이라고 해명했다. 국정일보는 새누리당 당원이 발행인으로 있다.
법원은 윤정훈을 도주의 위험과 증거인멸 및 증거 조작을 시도한 점을 들어 구속영장을 발부하였다.
2013년 5월에는 국가정보원 트위터 여론조작 의심 계정이 윤정훈의 트윗을 리트윗한 것이 확인되어 국가정보원 여론조작과 십알단이 연관성이 있을 가능성이 제기됐다.
서울 남부지법 형사11부(부장판사 김기영)은 윤정훈이 징역 10월에 집행유예 2년을 선고했다. 윤정훈 측은 상고했으나, 2013년 12월 26일 대법원이 기각함으로써 유죄가 확정되었다.

## 같이 보기
십자군 알바단 사건